# Nobelium (хакерская группа)
Nobelium — хакерская группа, предположительно связанная со Службой внешней разведки РФ. Подозревается в проведении масштабной серии кибератак SolarWinds и взломе американского агентства USAID. По данным корпорации Microsoft, пытается атаковать глобальные цепочки провайдеров IT-сектора.

## История
В заявлении Microsoft от 25.10.2021 говорится, что Nobelium провела с июля по октябрь 2021 года почти 23 тыс. кибератак. Компания указывает, что американские власти и другие эксперты установили, что Nobelium является частью российской Службы внешней разведки (СВР). По данным Microsoft «это та же самая сила, которая стояла за кибератаками против клиентов SolarWinds в 2020 году». Компания подчеркивает, что относится к происходящему как к государственным действиям (nation-state activity).
В мае 2021 года группировку связали со взломом Агентства по международному развитию США (USAID). Хакеры разослали от имени агентства электронные письма более чем на 3000 учетных записей в более чем 150 организациях. Российские власти отвергают обвинения.

## Цели и методы
Целями хакеров были компании интернет-инфраструктуры: облачные провайдеры, компании удаленного управления и другие. По мнению вице-президента Microsoft Тома Берта (Tom Burt):
На этот раз они нацелились на другую часть цепочки поставок - перепродавцы хостинга и другие поставщики технологических услуг, которые создают и распоряжаются облачными и другими подобными сервисами от имени своих клиентов.
Как сообщает Microsoft, хакеры пытаются эксплуатировать доверие в технической сфере к провайдерам со стороны правительственных организаций, исследовательских институтов и других организаций, которые эти провайдеры обслуживают.
Основным методом хакеров является фишинг — рассылка писем, часто со ссылками, ведущими на подложные сайты, с целью обманом выманить у сотрудников организаций их логины и пароли. В Microsoft зафиксировали атаки в отношении 140 компаний, 14 из этих атак Microsoft считает успешными.